# Quadrimaera miranda
Quadrimaera miranda is een vlokreeftensoort uit de familie van de Maeridae. De wetenschappelijke naam van de soort is voor het eerst geldig gepubliceerd in 2000 door Ruffo, Krapp-Schickel & Gable.